# Mario Frick (calciatore)
Mario Frick (Coira, 7 settembre 1974) è un allenatore di calcio ed ex calciatore liechtensteinese, di ruolo attaccante o difensore, tecnico del Lucerna.

## Biografia
È padre di Yanik (nato nel 1998) e Noah (nato nel 2001), anche loro calciatori.

## Caratteristiche tecniche

### Giocatore
Di ruolo attaccante, posizione tattica ricoperta per gran parte della carriera, alla soglia dei quarant'anni si è reinventato difensore centrale.

## Carriera

### Giocatore

#### Club
Cresciuto nel Balzers, inizia la carriera professionistica debuttando nel 1990 in Prima Lega svizzera. Con la stessa maglia riesce anche a esordire nelle coppe europee, in occasione di Balzers-CSKA Sofia (0-8, 1-3), secondo turno preliminare di Coppa delle Coppe 1993-1994.
Nel 1994 è acquistato dagli svizzeri del San Gallo, dove resta per due stagioni collezionando 10 gol nella massima serie elvetica. Dal 1996 al 1999 disputa tre stagioni con la maglia del Basilea, con cui realizza 30 gol in campionato. Nel 1999-2000 segna 7 gol in 31 gare con lo Zurigo e, nella stagione successiva, passa per 950.000 euro all'Arezzo, nella Serie C1 italiana.
Il record personale di realizzazioni (16 gol) gli vale nel 2001 la chiamata in Serie A da parte del Verona, che lo acquista per un milione e mezzo di euro. Colleziona 24 presenze e 7 gol in campionato e, nell'agosto del 2002, dopo una sola presenza con gli scaligeri in Coppa Italia passa per 830.000 euro alla Ternana, in Serie B. Con gli umbri sigla 47 gol in quattro anni, un bottino che ne fa lo straniero più prolifico di sempre in maglia rossoverde. Nell'estate del 2006 è acquistato dal Siena, tornando così nella massima serie italiana, dove rimane per un triennio.
Il 22 giugno 2009, in scadenza di contratto con i toscani, viene ufficializzato il suo ritorno al San Gallo. L'11 gennaio 2011 passa al Grasshoppers, dove rimane fino al termine della stagione. Nel luglio dello stesso anno torna in patria, riaccasandosi dopo quasi vent'anni al Balzers dove, un anno dopo, va a ricoprire l'incarico di giocatore-allenatore; il 1º luglio 2016 al termine della stagione, decide di ritirarsi dal calcio giocato all'età di quarantuno anni.

#### Nazionale

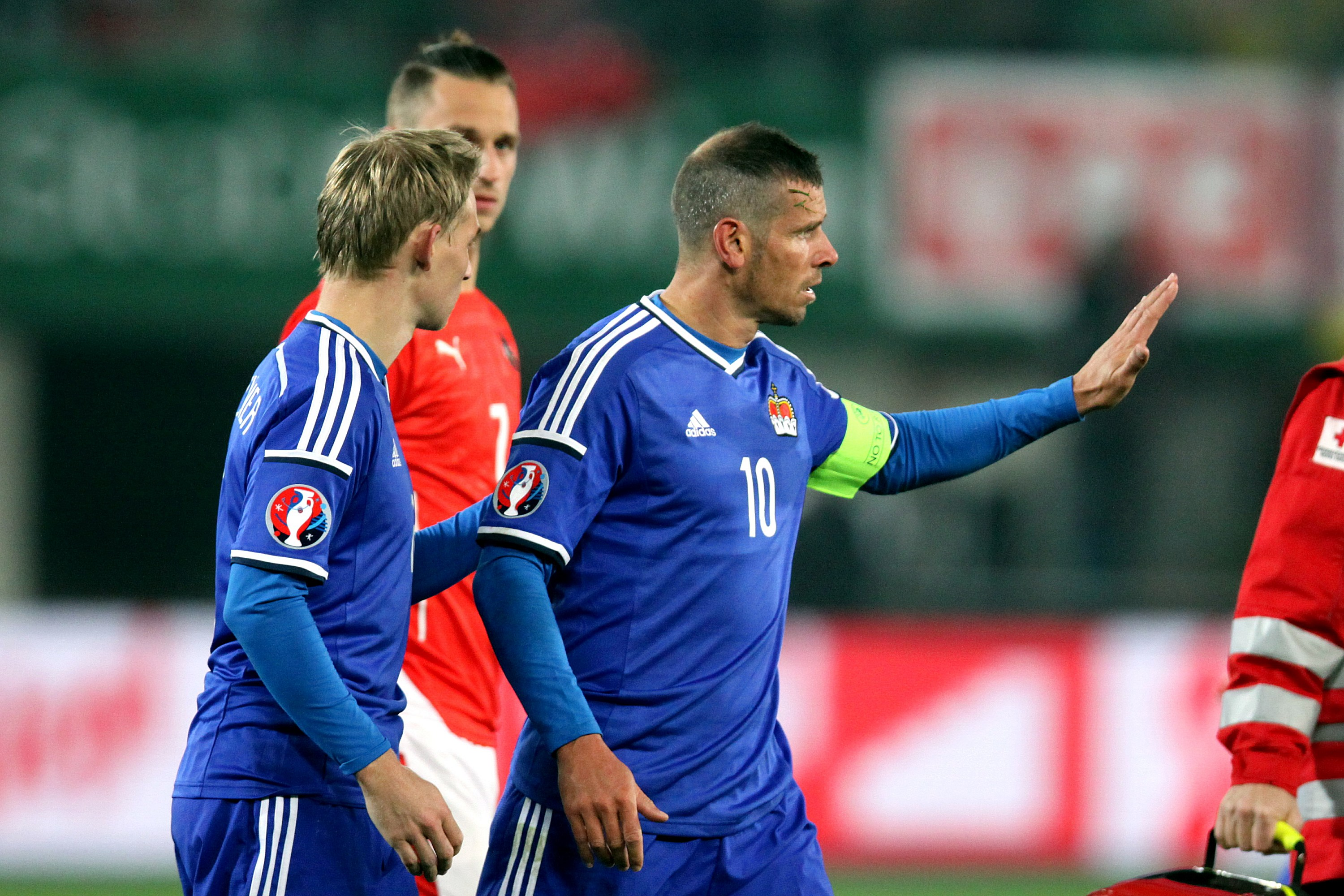
Frick nella sua ultima partita in nazionale, il 12 ottobre 2015.

Debutta con il Liechtenstein il 26 ottobre 1993, in un'amichevole persa per 0-2 contro l'Estonia.
Prende parte alla prima vittoria internazionale del principato, segnando anche un gol in Liechtenstein-Azerbaigian (2-1) valida per le qualificazioni al campionato europeo di calcio 2000. L'8 giugno 2000 è protagonista in Germania-Liechtenstein 8-2, quando prima fornisce l'assist per il pareggio della sua squadra dopo il vantaggio realizzato da Bierhoff e poi, nel secondo tempo, mette a segno il provvisorio 2-2. Nel 2002 ha avuto alcuni screzi con l'allenatore Ralf Loose, che lo ha tenuto fuori dalla rappresentativa nazionale per alcune partite.
Il 12 ottobre 2015, al termine della partita Austria-Liechtenstein (3-0), dà l'addio alla nazionale all'età di quarantuno anni. È il miglior marcatore nella storia del Liechtenstein con 16 reti e secondo per numero di presenze (125).

### Allenatore
Il 18 settembre 2012 assume il doppio ruolo di allenatore-giocatore del Balzers. Dopo una parentesi alla guida delle nazionali del Liechtenstein U-18 e U-20, nel 2018 diventa allenatore del Vaduz e, al termine della stagione 2019-2020 riporta la società in Super League superando il Thun nel doppio confronto valevole per la promozione. Il 21 dicembre 2021 viene nominato nuovo tecnico del Lucerna.

## Statistiche

### Presenze e reti nei club
| Stagione         | Squadra          | Campionato       | Campionato | Campionato | Coppe nazionali | Coppe nazionali | Coppe nazionali | Coppe continentali | Coppe continentali | Coppe continentali | Altre coppe | Altre coppe | Altre coppe | Totale | Totale |
| Stagione         | Squadra          | Comp             | Pres       | Reti       | Comp            | Pres            | Reti            | Comp               | Pres               | Reti               | Comp        | Pres        | Reti        | Pres   | Reti   |
| ---------------- | ---------------- | ---------------- | ---------- | ---------- | --------------- | --------------- | --------------- | ------------------ | ------------------ | ------------------ | ----------- | ----------- | ----------- | ------ | ------ |
| 1994-1995        | San Gallo        | A                | 31         | 5          | CS              | 3               | 1               | -                  | -                  | -                  | -           | -           | -           | 34     | 6      |
| 1995-1996        | San Gallo        | A                | 29         | 6          | CS              | 2               | 0               | -                  | -                  | -                  | -           | -           | -           | 31     | 1      |
| 1996-1997        | Basilea          | A                | 22         | 6          | CS              | 5               | 4               | I                  | 4                  | 6                  | -           | -           | -           | 31     | 16     |
| 1997-1998        | Basilea          | A                | 33         | 14         | CS              | 3               | 1               | -                  | -                  | -                  | -           | -           | -           | 36     | 15     |
| 1998-1999        | Basilea          | A                | 25         | 10         | CS              | 4               | 2               | -                  | -                  | -                  | -           | -           | -           | 29     | 12     |
| Totale Basilea   | Totale Basilea   | Totale Basilea   | 80         | 30         |                 | 12              | 7               |                    | 4                  | 6                  |             | -           | -           | 96     | 43     |
| 1999-2000        | Zurigo           | A                | 31         | 7          | CS              | 3               | 1               | I+CU               | 2+6                | 2+1                | -           | -           | -           | 42     | 11     |
| 2000-2001        | Arezzo           | C1               | 23+1       | 16+1       | CI-C            | -               | -               | -                  | -                  | -                  | -           | -           | -           | 24     | 17     |
| 2001-2002        | Verona           | A                | 24         | 7          | CI              | 2               | 0               | -                  | -                  | -                  | -           | -           | -           | 26     | 7      |
| 2002-2003        | Ternana          | B                | 29         | 5          | CI              | 2               | 1               | -                  | -                  | -                  | -           | -           | -           | 31     | 6      |
| 2003-2004        | Ternana          | B                | 37         | 8          | CI              | 1               | 0               | -                  | -                  | -                  | -           | -           | -           | 38     | 8      |
| 2004-2005        | Ternana          | B                | 31         | 16         | CI              | 0               | 0               | -                  | -                  | -                  | -           | -           | -           | 31     | 16     |
| 2005-2006        | Ternana          | B                | 36         | 15         | CI              | 2               | 2               | -                  | -                  | -                  | -           | -           | -           | 38     | 17     |
| Totale Ternana   | Totale Ternana   | Totale Ternana   | 133        | 44         |                 | 5               | 3               |                    | -                  | -                  |             | -           | -           | 138    | 47     |
| 2006-2007        | Siena            | A                | 33         | 6          | CI              | 2               | 0               | -                  | -                  | -                  | -           | -           | -           | 35     | 6      |
| 2007-2008        | Siena            | A                | 27         | 4          | CI              | 0               | 0               | -                  | -                  | -                  | -           | -           | -           | 27     | 4      |
| 2008-2009        | Siena            | A                | 27         | 3          | CI              | 0               | 0               | -                  | -                  | -                  | -           | -           | -           | 27     | 3      |
| Totale Siena     | Totale Siena     | Totale Siena     | 87         | 13         |                 | 2               | 0               |                    | -                  | -                  |             | -           | -           | 89     | 13     |
| 2009-2010        | San Gallo        | SL               | 27         | 4          | CS              | 4               | 1               | -                  | -                  | -                  | -           | -           | -           | 31     | 5      |
| 2010-gen. 2011   | San Gallo        | SL               | 14         | 1          | CS              | 2               | 0               | -                  | -                  | -                  | -           | -           | -           | 16     | 1      |
| Totale San Gallo | Totale San Gallo | Totale San Gallo | 101        | 16         |                 | 11              | 2               |                    | -                  | -                  |             | -           | -           | 122    | 18     |
| gen.-giu. 2011   | Grasshoppers     | SL               | 8          | 1          | CS              | 1               | 0               | UEL                | -                  | -                  | -           | -           | -           | 9      | 1      |
| 2011-2012        | Balzers          | 1L               | 13         | 4          | LC              | 1               | 0               | -                  | -                  | -                  | -           | -           | -           | 14     | 4      |
| 2012-2013        | Balzers          | 1L               | 10         | 2          | LC              | 3               | 2               | -                  | -                  | -                  | -           | -           | -           | 13     | 4      |
| 2013-2014        | Balzers          | 1L               | 11         | 0          | LC              | 1               | 0               | -                  | -                  | -                  | -           | -           | -           | 12     | 0      |
| 2014-2015        | Balzers          | 1L               | 13         | 1          | LC              | 1               | 1               | -                  | -                  | -                  | -           | -           | -           | 14     | 2      |
| 2015-2016        | Balzers          | 1L               | 21         | 0          | LC              | 1               | 0               | -                  | -                  | -                  | -           | -           | -           | 22     | 0      |
| Totale Balzers   | Totale Balzers   | Totale Balzers   | 68         | 7          |                 | 7               | 3               |                    | -                  | -                  |             | -           | -           | 76     | 10     |
| Totale carriera  | Totale carriera  | Totale carriera  | 555+1      | 141+1      |                 | 43              | 16              |                    | 12                 | 9                  |             | -           | -           | 611    | 167    |

### Cronologia presenze e reti in nazionale
| Cronologia completa delle presenze e delle reti in nazionale ― Liechtenstein | Cronologia completa delle presenze e delle reti in nazionale ― Liechtenstein | Cronologia completa delle presenze e delle reti in nazionale ― Liechtenstein | Cronologia completa delle presenze e delle reti in nazionale ― Liechtenstein | Cronologia completa delle presenze e delle reti in nazionale ― Liechtenstein | Cronologia completa delle presenze e delle reti in nazionale ― Liechtenstein | Cronologia completa delle presenze e delle reti in nazionale ― Liechtenstein | Cronologia completa delle presenze e delle reti in nazionale ― Liechtenstein |
| Data                                                                         | Città                                                                        | In casa                                                                      | Risultato                                                                    | Ospiti                                                                       | Competizione                                                                 | Reti                                                                         | Note                                                                         |
| ---------------------------------------------------------------------------- | ---------------------------------------------------------------------------- | ---------------------------------------------------------------------------- | ---------------------------------------------------------------------------- | ---------------------------------------------------------------------------- | ---------------------------------------------------------------------------- | ---------------------------------------------------------------------------- | ---------------------------------------------------------------------------- |
| 26-10-1993                                                                   | Balzers                                                                      | Liechtenstein                                                                | 0 – 2                                                                        | Estonia                                                                      | Amichevole                                                                   | -                                                                            |                                                                              |
| 20-4-1994                                                                    | Belfast                                                                      | Irlanda del Nord                                                             | 4 – 1                                                                        | Liechtenstein                                                                | Qual. Euro 1996                                                              | -                                                                            |                                                                              |
| 27-5-1994                                                                    | Basilea                                                                      | Svizzera                                                                     | 2 – 0                                                                        | Liechtenstein                                                                | Qual. Euro 1996                                                              | -                                                                            |                                                                              |
| 7-9-1994                                                                     | Eschen                                                                       | Liechtenstein                                                                | 0 – 4                                                                        | Austria                                                                      | Qual. Euro 1996                                                              | -                                                                            |                                                                              |
| 12-10-1994                                                                   | Dublino                                                                      | Irlanda                                                                      | 4 – 0                                                                        | Liechtenstein                                                                | Qual. Euro 1996                                                              | -                                                                            | 67’                                                                          |
| 15-11-1994                                                                   | Eschen                                                                       | Liechtenstein                                                                | 0 – 1                                                                        | Lettonia                                                                     | Qual. Euro 1996                                                              | -                                                                            |                                                                              |
| 18-12-1994                                                                   | Lisbona                                                                      | Portogallo                                                                   | 8 – 0                                                                        | Liechtenstein                                                                | Qual. Euro 1996                                                              | -                                                                            |                                                                              |
| 3-6-1995                                                                     | Eschen                                                                       | Liechtenstein                                                                | 0 – 0                                                                        | Irlanda                                                                      | Qual. Euro 1996                                                              | -                                                                            |                                                                              |
| 15-8-1995                                                                    | Eschen                                                                       | Liechtenstein                                                                | 0 – 7                                                                        | Portogallo                                                                   | Qual. Euro 1996                                                              | -                                                                            |                                                                              |
| 6-9-1995                                                                     | Riga                                                                         | Lettonia                                                                     | 1 – 0                                                                        | Liechtenstein                                                                | Qual. Euro 1996                                                              | -                                                                            | cap. 51’                                                                     |
| 24-4-1996                                                                    | Skopje                                                                       | Macedonia                                                                    | 3 – 0                                                                        | Liechtenstein                                                                | Qual. Mondiali 1998                                                          | -                                                                            | cap. 22’                                                                     |
| 4-6-1996                                                                     | Mannheim                                                                     | Germania                                                                     | 9 – 1                                                                        | Liechtenstein                                                                | Amichevole                                                                   | -                                                                            | cap.                                                                         |
| 31-8-1996                                                                    | Eschen                                                                       | Liechtenstein                                                                | 0 – 5                                                                        | Irlanda                                                                      | Qual. Mondiali 1998                                                          | -                                                                            |                                                                              |
| 9-10-1996                                                                    | Vilnius                                                                      | Lituania                                                                     | 2 – 1                                                                        | Liechtenstein                                                                | Qual. Mondiali 1998                                                          | -                                                                            | cap. 5’                                                                      |
| 21-5-1997                                                                    | Dublino                                                                      | Irlanda                                                                      | 5 – 0                                                                        | Liechtenstein                                                                | Qual. Mondiali 1998                                                          | -                                                                            | cap. 38’ 46’                                                                 |
| 20-8-1997                                                                    | Eschen                                                                       | Liechtenstein                                                                | 0 – 4                                                                        | Islanda                                                                      | Qual. Mondiali 1998                                                          | -                                                                            | cap.                                                                         |
| 6-9-1997                                                                     | Eschen                                                                       | Liechtenstein                                                                | 1 – 8                                                                        | Romania                                                                      | Qual. Mondiali 1998                                                          | 1                                                                            | cap.                                                                         |
| 11-10-1997                                                                   | Reykjavík                                                                    | Islanda                                                                      | 4 – 0                                                                        | Liechtenstein                                                                | Qual. Mondiali 1998                                                          | -                                                                            |                                                                              |
| 2-6-1998                                                                     | Vienna                                                                       | Austria                                                                      | 6 – 0                                                                        | Liechtenstein                                                                | Amichevole                                                                   | -                                                                            | cap.                                                                         |
| 10-10-1998                                                                   | Vaduz                                                                        | Liechtenstein                                                                | 0 – 4                                                                        | Slovacchia                                                                   | Qual. Euro 2000                                                              | -                                                                            | 35’                                                                          |
| 14-10-1998                                                                   | Vaduz                                                                        | Liechtenstein                                                                | 2 – 1                                                                        | Azerbaigian                                                                  | Qual. Euro 2000                                                              | 1                                                                            | cap.                                                                         |
| 27-3-1999                                                                    | Budapest                                                                     | Ungheria                                                                     | 5 – 0                                                                        | Liechtenstein                                                                | Qual. Euro 2000                                                              | -                                                                            | cap.                                                                         |
| 31-3-1999                                                                    | Vaduz                                                                        | Liechtenstein                                                                | 0 – 5                                                                        | Portogallo                                                                   | Qual. Euro 2000                                                              | -                                                                            | cap.                                                                         |
| 18-8-1999                                                                    | Vaduz                                                                        | Liechtenstein                                                                | 0 – 0                                                                        | Bosnia ed Erzegovina                                                         | Amichevole                                                                   | -                                                                            | cap.                                                                         |
| 4-9-1999                                                                     | Vaduz                                                                        | Liechtenstein                                                                | 0 – 0                                                                        | Ungheria                                                                     | Qual. Euro 2000                                                              | -                                                                            | cap. 90’                                                                     |
| 8-9-1999                                                                     | Bratislava                                                                   | Slovacchia                                                                   | 2 – 0                                                                        | Liechtenstein                                                                | Qual. Euro 2000                                                              | -                                                                            | cap. 12’                                                                     |
| 9-10-1999                                                                    | Vaduz                                                                        | Liechtenstein                                                                | 0 – 3                                                                        | Romania                                                                      | Qual. Euro 2000                                                              | -                                                                            | cap. 53’                                                                     |
| 26-4-2000                                                                    | Vaduz                                                                        | Liechtenstein                                                                | 0 – 1                                                                        | Fær Øer                                                                      | Amichevole                                                                   | -                                                                            | cap. 55’                                                                     |
| 7-6-2000                                                                     | Friburgo in Brisgovia                                                        | Germania                                                                     | 8 – 2                                                                        | Liechtenstein                                                                | Amichevole                                                                   | 1                                                                            | cap.                                                                         |
| 2-9-2000                                                                     | Ramat Gan                                                                    | Israele                                                                      | 2 – 0                                                                        | Liechtenstein                                                                | Qual. Mondiali 2002                                                          | -                                                                            |                                                                              |
| 7-10-2000                                                                    | Vaduz                                                                        | Liechtenstein                                                                | 0 – 1                                                                        | Austria                                                                      | Qual. Mondiali 2002                                                          | -                                                                            |                                                                              |
| 28-2-2001                                                                    | Vaduz                                                                        | Liechtenstein                                                                | 0 – 2                                                                        | Lettonia                                                                     | Amichevole                                                                   | -                                                                            | cap.                                                                         |
| 28-3-2001                                                                    | Alicante                                                                     | Spagna                                                                       | 5 – 0                                                                        | Liechtenstein                                                                | Qual. Mondiali 2002                                                          | -                                                                            | cap.                                                                         |
| 28-3-2001                                                                    | Vaduz                                                                        | Liechtenstein                                                                | 0 – 3                                                                        | Bosnia ed Erzegovina                                                         | Qual. Mondiali 2002                                                          | -                                                                            |                                                                              |
| 25-4-2001                                                                    | Vienna                                                                       | Austria                                                                      | 2 – 0                                                                        | Liechtenstein                                                                | Qual. Mondiali 2002                                                          | -                                                                            | cap. 80’                                                                     |
| 21-8-2002                                                                    | Tórshavn                                                                     | Fær Øer                                                                      | 3 – 1                                                                        | Liechtenstein                                                                | Amichevole                                                                   | 1                                                                            |                                                                              |
| 8-9-2002                                                                     | Vaduz                                                                        | Liechtenstein                                                                | 1 – 1                                                                        | Macedonia                                                                    | Qual. Euro 2004                                                              | -                                                                            |                                                                              |
| 16-10-2002                                                                   | Istanbul                                                                     | Turchia                                                                      | 5 – 0                                                                        | Liechtenstein                                                                | Qual. Euro 2004                                                              | -                                                                            |                                                                              |
| 29-3-2003                                                                    | Vaduz                                                                        | Liechtenstein                                                                | 0 – 2                                                                        | Inghilterra                                                                  | Qual. Euro 2004                                                              | -                                                                            | 82’                                                                          |
| 2-4-2003                                                                     | Trnava                                                                       | Slovacchia                                                                   | 4 – 0                                                                        | Liechtenstein                                                                | Qual. Euro 2004                                                              | -                                                                            | 60’                                                                          |
| 30-4-2003                                                                    | Vaduz                                                                        | Liechtenstein                                                                | 1 – 0                                                                        | Arabia Saudita                                                               | Amichevole                                                                   | -                                                                            | 60’                                                                          |
| 7-6-2003                                                                     | Skopje                                                                       | Macedonia                                                                    | 3 – 1                                                                        | Liechtenstein                                                                | Qual. Euro 2004                                                              | -                                                                            |                                                                              |
| 20-8-2003                                                                    | Vaduz                                                                        | Liechtenstein                                                                | 2 – 2                                                                        | San Marino                                                                   | Amichevole                                                                   | 1                                                                            |                                                                              |
| 6-9-2003                                                                     | Vaduz                                                                        | Liechtenstein                                                                | 0 – 3                                                                        | Turchia                                                                      | Qual. Euro 2004                                                              | -                                                                            |                                                                              |
| 10-9-2003                                                                    | Manchester                                                                   | Inghilterra                                                                  | 2 – 0                                                                        | Liechtenstein                                                                | Qual. Euro 2004                                                              | -                                                                            |                                                                              |
| 11-10-2003                                                                   | Vaduz                                                                        | Liechtenstein                                                                | 0 – 2                                                                        | Slovacchia                                                                   | Qual. Euro 2004                                                              | -                                                                            | 80’                                                                          |
| 28-4-2004                                                                    | Serravalle                                                                   | San Marino                                                                   | 1 – 0                                                                        | Liechtenstein                                                                | Amichevole                                                                   | -                                                                            |                                                                              |
| 3-6-2004                                                                     | Vaduz                                                                        | Liechtenstein                                                                | 0 – 2                                                                        | Grecia                                                                       | Amichevole                                                                   | -                                                                            |                                                                              |
| 6-6-2004                                                                     | Zurigo                                                                       | Svizzera                                                                     | 1 – 0                                                                        | Liechtenstein                                                                | Amichevole                                                                   | -                                                                            |                                                                              |
| 18-8-2004                                                                    | Vaduz                                                                        | Liechtenstein                                                                | 1 – 2                                                                        | Estonia                                                                      | Qual. Mondiali 2006                                                          | -                                                                            |                                                                              |
| 3-9-2004                                                                     | Utrecht                                                                      | Paesi Bassi                                                                  | 3 – 0                                                                        | Liechtenstein                                                                | Amichevole                                                                   | -                                                                            |                                                                              |
| 8-9-2004                                                                     | Bratislava                                                                   | Slovacchia                                                                   | 7 – 0                                                                        | Liechtenstein                                                                | Qual. Mondiali 2006                                                          | -                                                                            | cap.                                                                         |
| 10-9-2004                                                                    | Vaduz                                                                        | Liechtenstein                                                                | 2 – 2                                                                        | Portogallo                                                                   | Qual. Mondiali 2006                                                          | -                                                                            | 90’                                                                          |
| 13-10-2004                                                                   | Lussemburgo                                                                  | Lussemburgo                                                                  | 0 – 4                                                                        | Liechtenstein                                                                | Qual. Mondiali 2006                                                          | 1                                                                            | 82’                                                                          |
| 17-11-2004                                                                   | Vaduz                                                                        | Liechtenstein                                                                | 1 – 3                                                                        | Lettonia                                                                     | Qual. Mondiali 2006                                                          | 1                                                                            |                                                                              |
| 26-3-2005                                                                    | Vaduz                                                                        | Liechtenstein                                                                | 1 – 2                                                                        | Russia                                                                       | Qual. Mondiali 2006                                                          | -                                                                            |                                                                              |
| 4-6-2005                                                                     | Tallinn                                                                      | Estonia                                                                      | 2 – 0                                                                        | Liechtenstein                                                                | Qual. Mondiali 2006                                                          | -                                                                            |                                                                              |
| 8-6-2005                                                                     | Riga                                                                         | Lettonia                                                                     | 1 – 0                                                                        | Liechtenstein                                                                | Qual. Mondiali 2006                                                          | -                                                                            |                                                                              |
| 3-9-2005                                                                     | Mosca                                                                        | Russia                                                                       | 2 – 0                                                                        | Liechtenstein                                                                | Qual. Mondiali 2006                                                          | -                                                                            |                                                                              |
| 7-9-2005                                                                     | Vaduz                                                                        | Liechtenstein                                                                | 3 – 0                                                                        | Lussemburgo                                                                  | Qual. Mondiali 2006                                                          | 1                                                                            | 21’                                                                          |
| 8-10-2005                                                                    | Aveiro                                                                       | Portogallo                                                                   | 2 – 1                                                                        | Liechtenstein                                                                | Qual. Mondiali 2006                                                          | -                                                                            | 28’                                                                          |
| 7-6-2006                                                                     | Ulm                                                                          | Liechtenstein                                                                | 1 – 3                                                                        | Australia                                                                    | Amichevole                                                                   | -                                                                            |                                                                              |
| 16-8-2006                                                                    | Vaduz                                                                        | Liechtenstein                                                                | 0 – 3                                                                        | Svizzera                                                                     | Amichevole                                                                   | -                                                                            | 80’                                                                          |
| 2-9-2006                                                                     | Badajoz                                                                      | Spagna                                                                       | 4 – 0                                                                        | Liechtenstein                                                                | Qual. Euro 2008                                                              | -                                                                            |                                                                              |
| 6-9-2006                                                                     | Göteborg                                                                     | Svezia                                                                       | 3 – 1                                                                        | Liechtenstein                                                                | Qual. Euro 2008                                                              | 1                                                                            |                                                                              |
| 6-10-2006                                                                    | Vaduz                                                                        | Liechtenstein                                                                | 1 – 2                                                                        | Austria                                                                      | Amichevole                                                                   | 1                                                                            |                                                                              |
| 11-10-2006                                                                   | Vaduz                                                                        | Liechtenstein                                                                | 0 – 4                                                                        | Danimarca                                                                    | Qual. Euro 2008                                                              | -                                                                            |                                                                              |
| 14-11-2006                                                                   | Wrexham                                                                      | Galles                                                                       | 4 – 0                                                                        | Liechtenstein                                                                | Amichevole                                                                   | -                                                                            | 82’                                                                          |
| 24-3-2007                                                                    | Vaduz                                                                        | Liechtenstein                                                                | 1 – 4                                                                        | Irlanda del Nord                                                             | Qual. Euro 2008                                                              | -                                                                            |                                                                              |
| 28-3-2007                                                                    | Vaduz                                                                        | Liechtenstein                                                                | 1 – 0                                                                        | Lettonia                                                                     | Qual. Euro 2008                                                              | 1                                                                            |                                                                              |
| 2-6-2007                                                                     | Reykjavík                                                                    | Islanda                                                                      | 1 – 1                                                                        | Liechtenstein                                                                | Qual. Euro 2008                                                              | -                                                                            |                                                                              |
| 6-6-2007                                                                     | Vaduz                                                                        | Liechtenstein                                                                | 0 – 2                                                                        | Spagna                                                                       | Qual. Euro 2008                                                              | -                                                                            |                                                                              |
| 22-8-2007                                                                    | Belfast                                                                      | Irlanda del Nord                                                             | 3 – 1                                                                        | Liechtenstein                                                                | Qual. Euro 2008                                                              | 1                                                                            | cap.                                                                         |
| 12-9-2007                                                                    | Aarhus                                                                       | Danimarca                                                                    | 4 – 0                                                                        | Liechtenstein                                                                | Qual. Euro 2008                                                              | -                                                                            | cap. 84’                                                                     |
| 13-10-2007                                                                   | Vaduz                                                                        | Liechtenstein                                                                | 0 – 3                                                                        | Svezia                                                                       | Qual. Euro 2008                                                              | -                                                                            | 74’                                                                          |
| 17-10-2007                                                                   | Vaduz                                                                        | Liechtenstein                                                                | 3 – 0                                                                        | Islanda                                                                      | Qual. Euro 2008                                                              | 1                                                                            | 90’                                                                          |
| 17-11-2007                                                                   | Riga                                                                         | Lettonia                                                                     | 4 – 1                                                                        | Liechtenstein                                                                | Qual. Euro 2008                                                              | -                                                                            |                                                                              |
| 26-3-2008                                                                    | Ta' Qali                                                                     | Malta                                                                        | 7 – 1                                                                        | Liechtenstein                                                                | Amichevole                                                                   | -                                                                            | cap.                                                                         |
| 30-5-2008                                                                    | San Gallo                                                                    | Svizzera                                                                     | 3 – 0                                                                        | Liechtenstein                                                                | Amichevole                                                                   | -                                                                            | cap. 82’                                                                     |
| 6-9-2008                                                                     | Vaduz                                                                        | Liechtenstein                                                                | 0 – 6                                                                        | Germania                                                                     | Qual. Mondiali 2010                                                          | -                                                                            | cap.                                                                         |
| 10-9-2008                                                                    | Baku                                                                         | Azerbaigian                                                                  | 0 – 0                                                                        | Liechtenstein                                                                | Qual. Mondiali 2010                                                          | -                                                                            | cap.                                                                         |
| 11-10-2008                                                                   | Cardiff                                                                      | Galles                                                                       | 2 – 0                                                                        | Liechtenstein                                                                | Qual. Mondiali 2010                                                          | -                                                                            | cap.                                                                         |
| 19-11-2008                                                                   | Žilina                                                                       | Slovacchia                                                                   | 4 – 0                                                                        | Liechtenstein                                                                | Amichevole                                                                   | -                                                                            | cap. 70’                                                                     |
| 11-2-2009                                                                    | La Manga                                                                     | Islanda                                                                      | 2 – 0                                                                        | Liechtenstein                                                                | Amichevole                                                                   | -                                                                            | cap. 87’                                                                     |
| 28-3-2009                                                                    | Lipsia                                                                       | Germania                                                                     | 4 – 0                                                                        | Liechtenstein                                                                | Qual. Mondiali 2010                                                          | -                                                                            | cap. 51’                                                                     |
| 1-4-2009                                                                     | Vaduz                                                                        | Liechtenstein                                                                | 0 – 1                                                                        | Russia                                                                       | Qual. Mondiali 2010                                                          | -                                                                            | cap.                                                                         |
| 6-6-2009                                                                     | Helsinki                                                                     | Finlandia                                                                    | 2 – 1                                                                        | Liechtenstein                                                                | Qual. Mondiali 2010                                                          | 1                                                                            | cap.                                                                         |
| 12-8-2009                                                                    | Vaduz                                                                        | Liechtenstein                                                                | 0 – 3                                                                        | Portogallo                                                                   | Amichevole                                                                   | -                                                                            | cap. 64’                                                                     |
| 5-9-2009                                                                     | San Pietroburgo                                                              | Russia                                                                       | 3 – 0                                                                        | Liechtenstein                                                                | Qual. Mondiali 2010                                                          | -                                                                            | cap.                                                                         |
| 9-9-2009                                                                     | Vaduz                                                                        | Liechtenstein                                                                | 1 – 1                                                                        | Finlandia                                                                    | Qual. Mondiali 2010                                                          | -                                                                            | cap. 90’                                                                     |
| 14-10-2009                                                                   | Vaduz                                                                        | Liechtenstein                                                                | 0 – 2                                                                        | Galles                                                                       | Qual. Mondiali 2010                                                          | -                                                                            | cap.                                                                         |
| 14-11-2009                                                                   | Vinkovci                                                                     | Croazia                                                                      | 5 – 0                                                                        | Liechtenstein                                                                | Amichevole                                                                   | -                                                                            | cap. 37’                                                                     |
| 11-8-2010                                                                    | Reykjavík                                                                    | Islanda                                                                      | 1 – 1                                                                        | Liechtenstein                                                                | Amichevole                                                                   | -                                                                            | cap.                                                                         |
| 3-9-2010                                                                     | Vaduz                                                                        | Liechtenstein                                                                | 0 – 4                                                                        | Spagna                                                                       | Qual. Euro 2012                                                              | -                                                                            | cap.                                                                         |
| 7-9-2010                                                                     | Glasgow                                                                      | Scozia                                                                       | 2 – 1                                                                        | Liechtenstein                                                                | Qual. Euro 2012                                                              | 1                                                                            | cap. 67’                                                                     |
| 12-10-2010                                                                   | Vaduz                                                                        | Liechtenstein                                                                | 0 – 2                                                                        | Rep. Ceca                                                                    | Qual. Euro 2012                                                              | -                                                                            | cap.                                                                         |
| 17-11-2010                                                                   | Tallinn                                                                      | Estonia                                                                      | 1 – 1                                                                        | Liechtenstein                                                                | Amichevole                                                                   | 1                                                                            | cap. 27’                                                                     |
| 9-2-2011                                                                     | Serravalle                                                                   | San Marino                                                                   | 0 – 1                                                                        | Liechtenstein                                                                | Amichevole                                                                   | -                                                                            | cap.                                                                         |
| 29-3-2011                                                                    | České Budějovice                                                             | Rep. Ceca                                                                    | 2 – 0                                                                        | Liechtenstein                                                                | Qual. Euro 2012                                                              | -                                                                            | cap.                                                                         |
| 10-8-2011                                                                    | Vaduz                                                                        | Liechtenstein                                                                | 1 – 2                                                                        | Svizzera                                                                     | Amichevole                                                                   | -                                                                            | cap. 90’                                                                     |
| 2-9-2011                                                                     | Kaunas                                                                       | Lituania                                                                     | 0 – 0                                                                        | Liechtenstein                                                                | Qual. Euro 2012                                                              | -                                                                            | cap. 86’                                                                     |
| 6-9-2011                                                                     | Logroño                                                                      | Spagna                                                                       | 6 – 0                                                                        | Liechtenstein                                                                | Qual. Euro 2012                                                              | -                                                                            | cap.                                                                         |
| 8-10-2011                                                                    | Vaduz                                                                        | Liechtenstein                                                                | 0 – 1                                                                        | Scozia                                                                       | Qual. Euro 2012                                                              | -                                                                            | cap.                                                                         |
| 11-11-2011                                                                   | Budapest                                                                     | Ungheria                                                                     | 5 – 0                                                                        | Liechtenstein                                                                | Amichevole                                                                   | -                                                                            | cap. 83’                                                                     |
| 29-2-2012                                                                    | Ta' Qali                                                                     | Malta                                                                        | 2 – 1                                                                        | Liechtenstein                                                                | Amichevole                                                                   | -                                                                            | cap.                                                                         |
| 14-8-2012                                                                    | Vaduz                                                                        | Liechtenstein                                                                | 1 – 0                                                                        | Andorra                                                                      | Amichevole                                                                   | -                                                                            | cap. 82’                                                                     |
| 22-3-2013                                                                    | Vaduz                                                                        | Liechtenstein                                                                | 1 – 1                                                                        | Lettonia                                                                     | Qual. Mondiali 2014                                                          | -                                                                            | cap.                                                                         |
| 4-6-2013                                                                     | Cracovia                                                                     | Polonia                                                                      | 2 – 0                                                                        | Liechtenstein                                                                | Amichevole                                                                   | -                                                                            | cap. 46’                                                                     |
| 7-6-2013                                                                     | Vaduz                                                                        | Liechtenstein                                                                | 1 – 1                                                                        | Slovacchia                                                                   | Qual. Mondiali 2014                                                          | -                                                                            | cap. 24’                                                                     |
| 14-8-2013                                                                    | Vaduz                                                                        | Liechtenstein                                                                | 2 – 3                                                                        | Croazia                                                                      | Amichevole                                                                   | -                                                                            | cap. 46’                                                                     |
| 6-9-2013                                                                     | Vaduz                                                                        | Liechtenstein                                                                | 0 – 1                                                                        | Grecia                                                                       | Qual. Mondiali 2014                                                          | -                                                                            | cap. 25’                                                                     |
| 19-11-2013                                                                   | Vaduz                                                                        | Liechtenstein                                                                | 0 – 3                                                                        | Estonia                                                                      | Amichevole                                                                   | -                                                                            | cap. 46’                                                                     |
| 5-3-2014                                                                     | Tbilisi                                                                      | Georgia                                                                      | 2 – 0                                                                        | Liechtenstein                                                                | Amichevole                                                                   | -                                                                            | cap. 46’                                                                     |
| 4-9-2014                                                                     | Tuzla                                                                        | Bosnia ed Erzegovina                                                         | 3 – 0                                                                        | Liechtenstein                                                                | Amichevole                                                                   | -                                                                            | cap.                                                                         |
| 8-9-2014                                                                     | Chimki                                                                       | Russia                                                                       | 4 – 0                                                                        | Liechtenstein                                                                | Qual. Euro 2016                                                              | -                                                                            | cap. 27’                                                                     |
| 9-10-2014                                                                    | Vaduz                                                                        | Liechtenstein                                                                | 0 – 0                                                                        | Montenegro                                                                   | Qual. Euro 2016                                                              | -                                                                            | cap. 87’                                                                     |
| 12-10-2014                                                                   | Stoccolma                                                                    | Svezia                                                                       | 2 – 0                                                                        | Liechtenstein                                                                | Qual. Euro 2016                                                              | -                                                                            | cap. 49’                                                                     |
| 27-3-2015                                                                    | Vaduz                                                                        | Liechtenstein                                                                | 0 – 5                                                                        | Austria                                                                      | Qual. Euro 2016                                                              | -                                                                            | cap.                                                                         |
| 31-3-2015                                                                    | Eschen                                                                       | Liechtenstein                                                                | 1 – 0                                                                        | San Marino                                                                   | Amichevole                                                                   | -                                                                            | cap. 73’                                                                     |
| 10-6-2015                                                                    | Thun                                                                         | Svizzera                                                                     | 3 – 0                                                                        | Liechtenstein                                                                | Amichevole                                                                   | -                                                                            | cap.                                                                         |
| 14-6-2015                                                                    | Vaduz                                                                        | Liechtenstein                                                                | 1 – 1                                                                        | Moldavia                                                                     | Qual. Euro 2016                                                              | -                                                                            | cap.                                                                         |
| 5-9-2015                                                                     | Podgorica                                                                    | Montenegro                                                                   | 2 – 0                                                                        | Liechtenstein                                                                | Qual. Euro 2016                                                              | -                                                                            | cap. 22’                                                                     |
| 8-9-2015                                                                     | Vaduz                                                                        | Liechtenstein                                                                | 0 – 7                                                                        | Russia                                                                       | Qual. Euro 2016                                                              | -                                                                            | cap.                                                                         |
| 9-10-2015                                                                    | Vaduz                                                                        | Liechtenstein                                                                | 0 – 2                                                                        | Svezia                                                                       | Qual. Euro 2016                                                              | -                                                                            | cap.                                                                         |
| 12-10-2015                                                                   | Vienna                                                                       | Austria                                                                      | 3 – 0                                                                        | Liechtenstein                                                                | Qual. Euro 2016                                                              | -                                                                            | cap.                                                                         |
| Totale                                                                       |                                                                              | Presenze (2º posto)                                                          | 125                                                                          |                                                                              | Reti (1º posto)                                                              | 16                                                                           |                                                                              |

### Statistiche da allenatore
Statistiche aggiornate al 25 maggio 2025.
| Stagione        | Squadra         | Campionato      | Campionato | Campionato | Campionato | Campionato | Coppe nazionali | Coppe nazionali | Coppe nazionali | Coppe nazionali | Coppe nazionali | Coppe continentali | Coppe continentali | Coppe continentali | Coppe continentali | Coppe continentali | Altre coppe | Altre coppe | Altre coppe | Altre coppe | Altre coppe | Totale | Totale | Totale | Totale | % Vittorie | Piazzamento |
| Stagione        | Squadra         | Comp            | G          | V          | N          | P          | Comp            | G               | V               | N               | P               | Comp               | G                  | V                  | N                  | P                  | Comp        | G           | V           | N           | P           | G      | V      | N      | P      | %          | Piazzamento |
| --------------- | --------------- | --------------- | ---------- | ---------- | ---------- | ---------- | --------------- | --------------- | --------------- | --------------- | --------------- | ------------------ | ------------------ | ------------------ | ------------------ | ------------------ | ----------- | ----------- | ----------- | ----------- | ----------- | ------ | ------ | ------ | ------ | ---------- | ----------- |
| nov. 2018-2019  | Vaduz           | CL              | 29         | 9          | 8          | 12         | LC              | 3               | 3               | 0               | 0               | UEL                | -                  | -                  | -                  | -                  | -           | -           | -           | -           | -           | 32     | 12     | 8      | 12     | 37,50      | Sub. 6º     |
| 2019-2020       | Vaduz           | CL              | 36+2       | 18+1       | 10         | 8+1        | LC              | 2               | 2               | 0               | 0               | UEL                | 6                  | 2                  | 1                  | 3                  | -           | -           | -           | -           | -           | 46     | 23     | 11     | 12     | 50,00      | 2º (prom)   |
| 2020-2021       | Vaduz           | SL              | 36         | 9          | 9          | 18         | LC              | -               | -               | -               | -               | UEL                | 1                  | 0                  | 0                  | 1                  | -           | -           | -           | -           | -           | 37     | 9      | 9      | 19     | 24,32      | 10º (retr.) |
| ago.-dic. 2021  | Vaduz           | CL              | 18         | 10         | 3          | 5          | LC              | 0               | 0               | 0               | 0               | UECL               | 2                  | 0                  | 0                  | 2                  | -           | -           | -           | -           | -           | 20     | 8      | 5      | 7      | 40,00      | Dimis.      |
| Totale Vaduz    | Totale Vaduz    | Totale Vaduz    | 121        | 47         | 30         | 44         |                 | 5               | 5               | 0               | 0               |                    | 9                  | 2                  | 1                  | 6                  |             | -           | -           | -           | -           | 135    | 54     | 31     | 50     | 40,00      |             |
| dic. 2021-2022  | Lucerna         | SL              | 18+2       | 8+1        | 5+1        | 5          | CS              | 2               | 1               | 0               | 1               | -                  | -                  | -                  | -                  | -                  | -           | -           | -           | -           | -           | 22     | 10     | 6      | 6      | 45,45      | Sub, 9°     |
| 2022-2023       | Lucerna         | SL              | 36         | 13         | 11         | 12         | CS              | 3               | 2               | 1               | 0               | -                  | -                  | -                  | -                  | -                  | -           | -           | -           | -           | -           | 39     | 15     | 12     | 12     | 38,46      | 4°          |
| 2023-2024       | Lucerna         | SL              | 38         | 13         | 10         | 15         | CS              | 3               | 2               | 0               | 1               | UECL               | 4                  | 1                  | 2                  | 1                  | -           | -           | -           | -           | -           | 45     | 16     | 12     | 17     | 35,56      | 7°          |
| 2024-2025       | Lucerna         | SL              | 38         | 14         | 10         | 14         | CS              | 2               | 1               | 0               | 1               | -                  | -                  | -                  | -                  | -                  | -           | -           | -           | -           | -           | 40     | 15     | 10     | 15     | 37,50      | 6°          |
| Totale Lucerna  | Totale Lucerna  | Totale Lucerna  | 132        | 49         | 37         | 46         |                 | 10              | 6               | 1               | 3               |                    | 4                  | 1                  | 2                  | 1                  |             | -           | -           | -           | -           | 146    | 56     | 40     | 50     | 38,36      |             |
| Totale carriera | Totale carriera | Totale carriera | 253        | 96         | 67         | 90         |                 | 15              | 11              | 1               | 3               |                    | 13                 | 3                  | 3                  | 7                  |             | -           | -           | -           | -           | 281    | 110    | 71     | 100    | 39,15      |             |

## Palmarès

### Giocatore

#### Club
- Liechtensteiner-Cup: 2

Balzers: 1990-1991, 1992-1993
- Coppa Svizzera: 1

Zurigo: 1999-2000

#### Individuale
- Miglior giocatore dell'anno del Liechtenstein: 4

1993-1994, 1998-1999, 2001-2002, 2006-2007

### Allenatore
- Liechtensteiner-Cup: 1

Vaduz: 2018-2019